# NGC 5275
NGC 5275 é uma galáxia lenticular (S0) localizada na direcção da constelação de Canes Venatici. Possui uma declinação de +29° 49' 31" e uma ascensão recta de 13 horas, 42 minutos e 23,6 segundos.
A galáxia NGC 5275 foi descoberta em 25 de Maio de 1881 por Édouard Jean-Marie Stephan.